# Marshall Field's

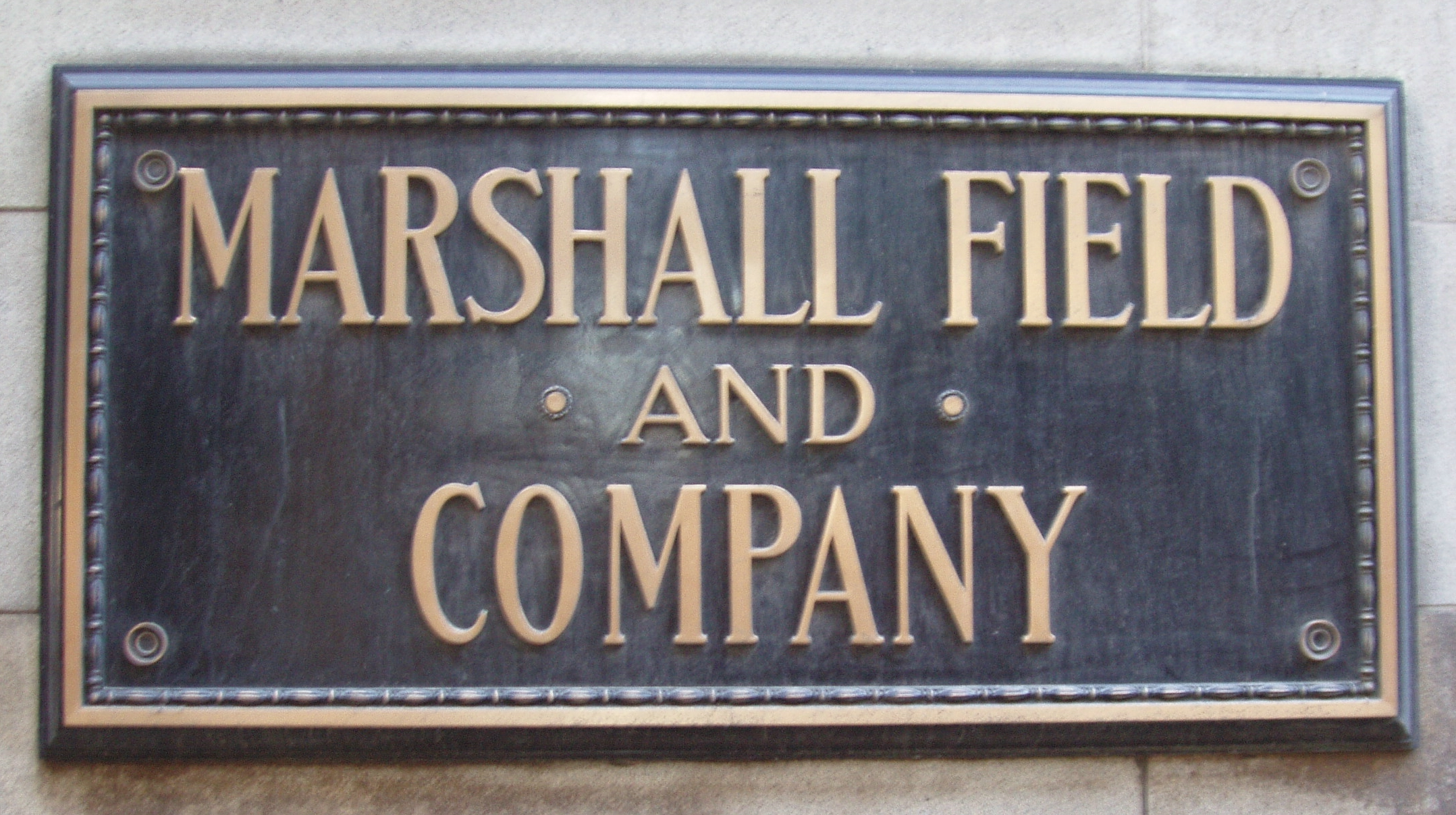
Marshall Field and Company

Marshall Field & Company eller i vanligt tal Marshall Field’s var ett varuhusföretag med huvudkontor i Chicago. Varuhuset grundades av Marshall Field och utvecklades till att ha flera varuhus runt om i USA. 2005 köptes bolaget av Macy's. Det ursprungliga varuhuset på State Street i centrala Chicago bytte namn till Macy's 2006. 
Harry Gordon Selfridge arbetade på Marshall Field's.